# Erioptera luteiclavata
Erioptera luteiclavata là một loài ruồi trong họ Limoniidae. Chúng phân bố ở miền Cổ bắc.